# ژرار دارمون
جرارد دارمون (فرانسوی: Gérard Darmon‎؛ زادهٔ ۲۹ فوریهٔ ۱۹۴۸) یک هنرپیشه، و خواننده اهل فرانسه است.
او در فیلم برای ساشا بازی کرده‌است.